# Yala Ibn Mohamed
Pour les articles homonymes, voir Yala.
 (mai 2022).
Yala Ibn Mohamed (en tamazight : ⵢⴰⵄⵍⴰ ⵓ ⵎⵓⵀⵎⴰⴷ Yaɛla U Muḥmad) né au ixe siècle à Achir, et mort en 958 à Ifgan, est un chef berbère de la tribu des Banou Ifren. Il est chef de la tribu de 950 à 958 et était allié aux Fatimides.

## Histoire
Il a fondé Ifgan appelé Frenda maintenant. Les souverains Omeyyades voulaient rallier ce chef à leur cause.
Yala Ibn Mohamed établira sa puissance au Maghreb. Yala prend Oran, il déporte toute la population oranaise, puis il incendie la ville d'Oran. Il prendra Tiaret et tout l'ouest du Maghreb. Yala célébrera une prière publique depuis Tiaret à Tanger.
Il était le souverain de Fès. Son cousin Ahmed ben Abi Bakr bâtit le minaret de la grande mosquée (Al Quaraouiyine) de Fès.
Al-Muizz li-Dîn Allah (Khalife fatimide) a nommé Jawhar al-Siqilli comme secrétaire. Yala était allié au Fatimide, mais il sera assassiné par Jawhar al-Siqilli  puisque les Fatimides soupçonnaient une trahison, car Yala faisait des correspondances avec les souverains Omeyyades. L'assassinat de Yala va entrainer de grand changement au Maghreb par la suite. Les Zénètes et les Maghraouas vont faire la guerre aux Fatimides.
Par la suite les Fatimides occuperont Fès. Mais les Maghraouas et les Banou Ifren refouleront les Fatimides de leur terre occupée du Maroc actuel et de leur royaume de Tlemcen et l'Ouest de l'Algérie.